# Frances Wood
Frances Wood   (Londres, 25 de desembre de 1883 - Londres, 12 d'octubre de 1919) va ser una estadística i química anglesa.

## Vida i Obra
Frances Chick (va adoptar el cognom Wood en casar-se) era una de les set germanes Chick. Totes elles van fer estudis secundaris a la Notting Hill and Ealing High School i cinc de elles es van graduar a la universitat, cosa totalment excepcional en aquella època en què era estrany que una dona arribés a la universitat. Wood va estudiar en aquesta escola entre 1897 i 1903 i el 1908 es va graduar en química al University College de Londres.
A partir de 1908 va treballar com investigadora en bioquímica al Institut Lister de Medicina Preventiva en el qual va rebre formació en estadística per part de Major Greenwood, descobrint així la seva autèntica vocació per l'estadística mèdica. El 1911 es va casar amb un alt funcionari del departament d'ensenyament, Sydney Wood, i el 1913 va ser escollida membre de la Royal Statistical Society.
El 1915 va treballar com a investigadora especial en estadística d'ocupació per la Comissió de Comerç i l'any següent per l'oficina estadística del ministeri d'armament. Malauradament, unes setmanes després d'haver tingut la seva filla, Barbara, va morir d'una septicèmia, amb només 36 anys.